# 船本修三
船本 修三（ふなもと しゅうぞう、1947年 - ）は、日本の会計学者。大阪学院大学企業情報学部教授。会計学、簿記原理を専門としている。三重県出身。

## 略歴
立教大学経済学部経済学科卒業。同大学経済学研究科修士課程 修了、大阪学院大学商学研究科博士課程単位取得満期退学、博士（商学）。大阪学院大学商学部（現・流通科学部） 助手、専任講師、助教授を経て、企業情報学部教授、学部長、通信教育部長。

## 著作
- 『簿記』（共著）  税務経理協会（単行本）
- 『現代企業と会計』（分担執筆）  中央経済社（単行本）
- 『SHM会計原則解説』（分担執筆）  税務経理協会（単行本）
- 『企業経営と会計の新展開』（分担執筆）  同文舘（単行本）
- 『会計情報論の基礎』（著書）  中央経済社（単行本）
- 『簿記基礎論』（著書）  京都法政出版（単行本）
- 『基本簿記論』（共著）  京都法政出版（単行本）
- 『会計情報システムの基礎理論』（著書）  中央経済社（単行本）
- 『会計基礎論』（著書）  中央経済社（単行本）
- 『簿記会計論の基礎』（共著）  中央経済社（単行本）
- 『Business,Information and Communication』（編著書） Osaka Gakuin University International Center（単行本）
- 『企業情報の基礎理論』（著書） 中央経済社（単行本）
- 「会計事象理論と現代会計構造」（論文） 『企業情報学研究』 第3巻第1号
- 「会計表現の本質に関する一考察」（論文） 『企業情報学研究』 第6巻第1号
- 「企業の社会的責任とエディプス効果」（論文） 『企業情報学研究』 第6巻第3号